# Chris Wallace (Journalist)

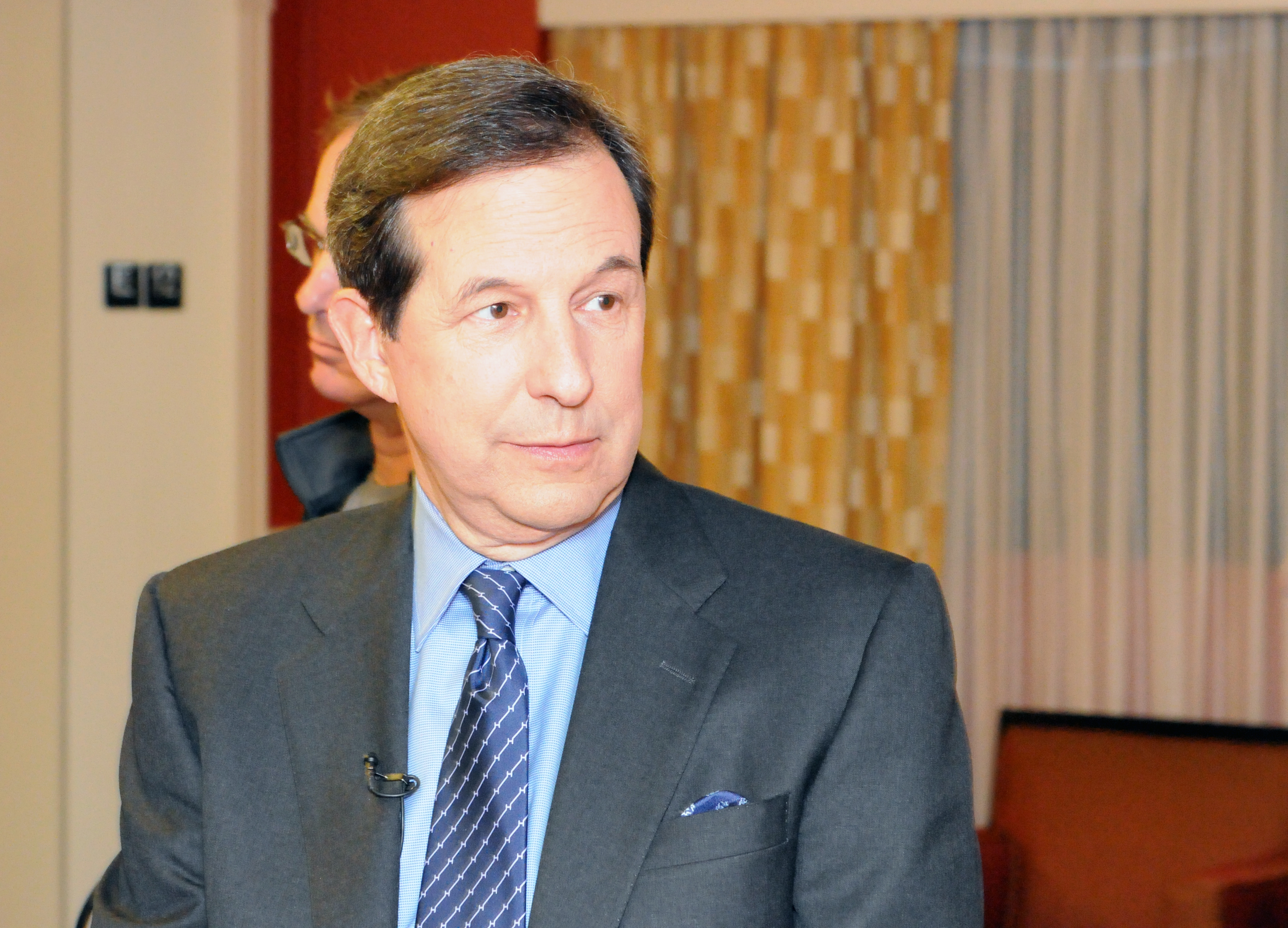
Chris Wallace (2010)

Christopher W. Wallace (* 12. Oktober 1947 in Chicago) ist ein amerikanischer Fernsehmoderator und politischer Kommentator. Er war über viele Jahre für den Sender Fox News tätig und moderierte unter anderem die Sendung Fox News Sunday. Am 12. Dezember 2021 gab Wallace seinen Weggang von Fox News bekannt. Seitdem ist er für das Nachrichtenhaus CNN tätig.

## Leben und Karriere
Wallace’ Eltern ließen sich scheiden, als er ein Jahr alt war. Er wuchs bei seiner Mutter und seinem Stiefvater, dem ehemaligen CBS-Präsidenten Bill Leonard, auf. Sein leiblicher Vater war der bekannte CBS-Journalist und Nachrichtensprecher Mike Wallace. Chris absolvierte die private Hotchkiss School und studierte später am Harvard College. Dort berichtete er für das Studentenradio WHRB, unter anderem von der Besetzung eines Universitäts-Gebäudes, bei der die örtliche Polizei ihn festnahm. Obwohl er eine Zusage für die Yale Law School erhalten hatte, nahm Wallace eine Stelle beim Boston Globe an.
1975 wechselte Wallace zu NBC, zunächst in New York City, dann in Washington.
Von 1982 bis 1989 war er Korrespondent für Berichte aus dem Weißen Haus. Anschließend moderierte Wallace die Sonntagsausgabe der NBC Nightly News und Meet the Press. 1989 wechselte Wallace zu ABC und 2003 zu Fox News. Bei dem weitgehend auf der Linie der Republikaner agierenden Sender galt er laut der Süddeutschen Zeitung im Juli 2020 „gewissermaßen als der Last Journalist Standing“.
Seine unparteiische Art und seine kritische Infragestellung von Politikern beider Lager, sowohl Republikaner als auch Demokraten, machen ihn zu einem gern gesehenen Moderator politischer Sendungen.
Für Aufsehen sorgte ein Interview mit dem amtierenden US-Präsidenten Donald Trump im Juli 2020. Wallace ging dabei kritisch auf Trumps Umgang mit der seit Anfang des Jahres grassierenden COVID-19-Pandemie ein, die zu diesem Zeitpunkt in den USA bereits über 140.000 Todesopfer gefordert hatte. Außerdem sprach er mit Trump über den ehemaligen Vize-Präsidenten Joe Biden, der bei der US-Wahl im November gegen den Republikaner antreten wird.
Trump hatte Biden mehrfach vorgeworfen, „senil“ zu sein und legte als Beweis für seine eigene geistige Leistungsfähigkeit einen angeblichen Intelligenztest vor. Wallace gab an, den Test vor dem Interview selbst durchgeführt zu haben, und bezeichnete ihn als „nicht den schwersten Test“, da die Fragen nur darin bestünden, das Bild eines Elefanten als Elefanten zu erkennen oder in Siebener-Schritten von Einhundert zurückzuzählen.
Wallace moderierte am 29. September 2020 das erste TV-Duell zur US Wahl 2020 zwischen Präsident Trump und dem demokratischen Kandidaten Biden. Das Duell erhielt international starke mediale Aufmerksamkeit, da sich beide Kandidaten verbal heftig angriffen und Wallace diese häufig zur Ordnung rufen musste.
Nach einem Wechsel von Fox News zu CNN im Dezember 2021 moderiert und produziert Wallace das Interviewformat Who's Talking to Chris Wallace?, das ab Herbst 2022 verfügbar ist.

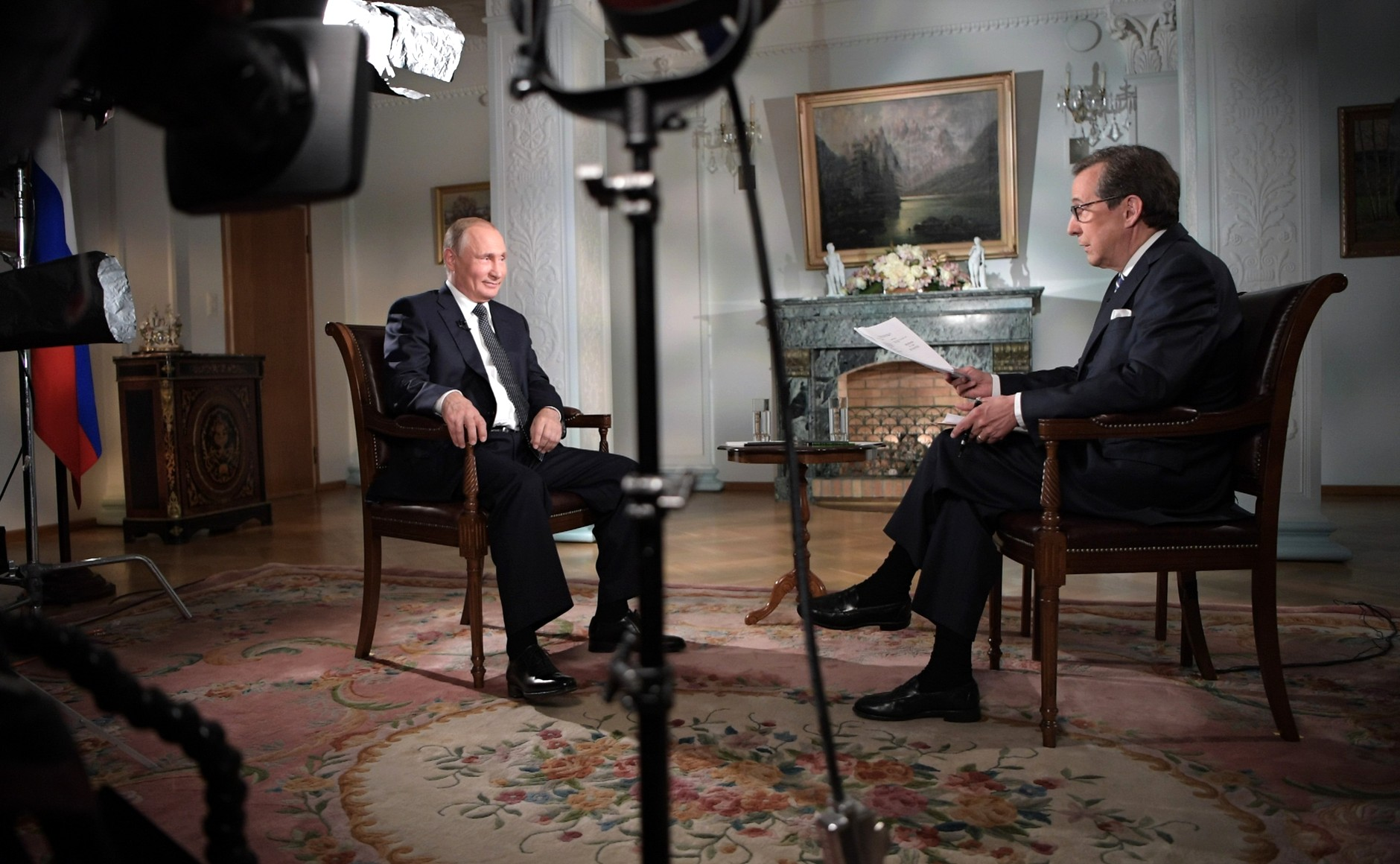
Wallace beim Interview mit Wladimir Putin in Helsinki (2018)

## Preise und Auszeichnungen
Wallace wurde mit bislang drei Emmy Awards und dem Dupont-Columbia Silver Baton Award ausgezeichnet. Wallace war von 2003 bis Ende 2021 für Fox News tätig. Davor moderierte er Meet the Press auf NBC und ist damit bislang der einzige, der mehr als eine der großen politischen Sonntagmorgen-Talkshows moderiert hat.
2018 erhielt er den Freedom of Speech Award von Richard Mellon Scaifes Media Institute.